# Сакастан (сасанидская провинция)
Сакастан (также известный как Сагестан, Сагистан, Седжаниш, Сегистан, Систан и Сиджистан) был провинцией Сасанидов в поздней античности, которая находилась в пределах провинции Немроз. Провинция граничила с Кирманом на западе, Спаханом на северо-западе, Кушаншахром на северо-востоке и Тураном на юго-востоке. Губернатор провинции имел титул марзпана. Губернатор также носил титул «Саканшах» (царь саков), пока этот титул не был упразднен в 459/60 г.

## Этимология
Слово «Сакастан» означает «земля саков», скифской группы, переселившейся со II века до н. э. по I век на Иранское плато и в Индию, где они основали царство, известное как Индо-скифское царство. В Бундахишне, на зороастрийской надписи, написанной на языке пехлеви, провинция пишется как «Седжансих». После арабского завоевания Ирана провинция стала называться «Сиджистан», а позже «Систан», которая до сих пор остаётся провинцией в Иране (Систан и Белуджистан).

## История

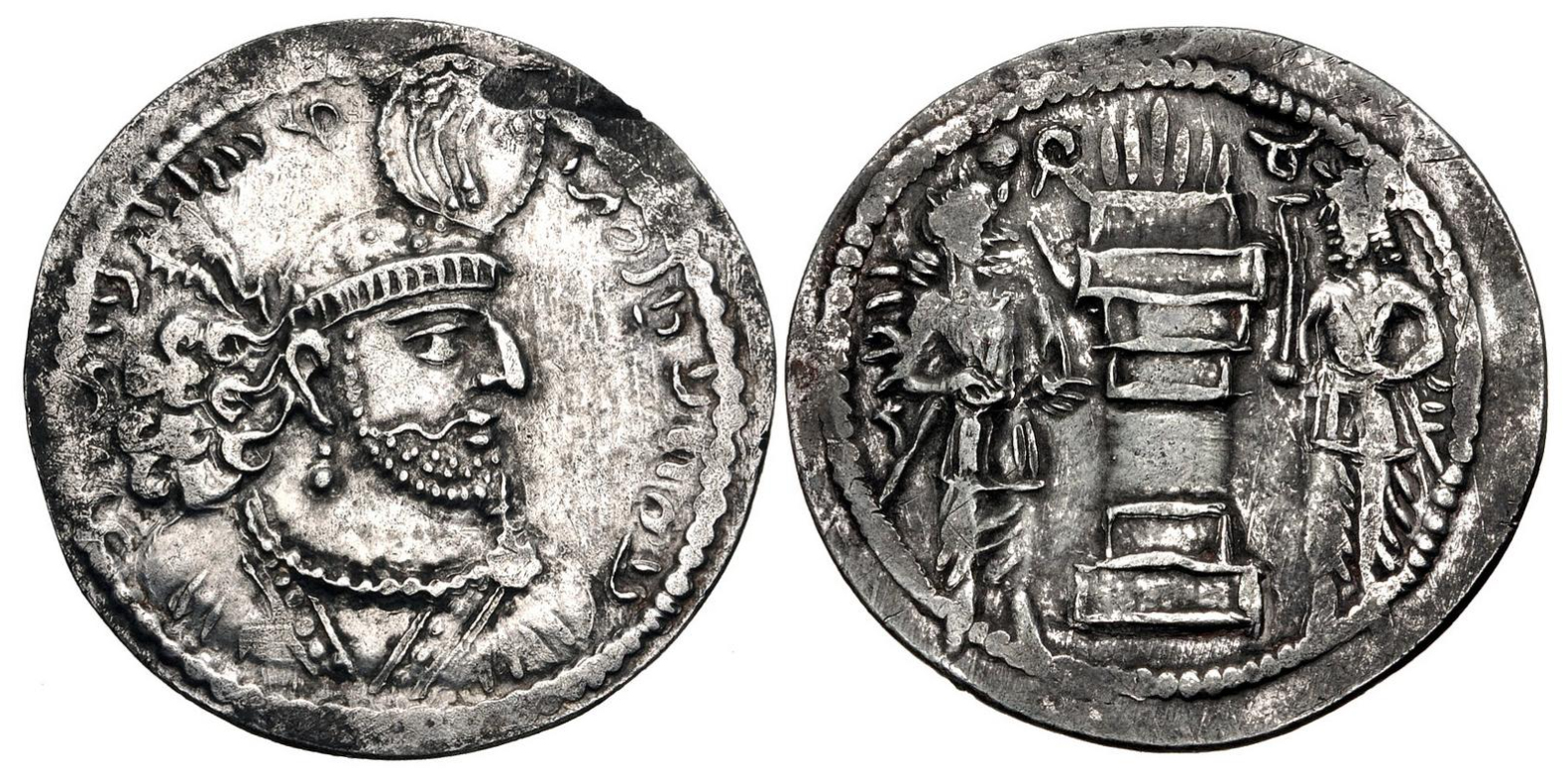
Чеканка Нарсе. 293-303 гг. н. э. Сакастанский монетный двор.

Провинция была образована в 240 году, в период правления Шапура I (прав. 240-270), в рамках его намерения централизовать свою империю — до этого провинция находилась под властью парфянского царства Сурена, правитель которого Ардашир (саканшах) стал сасанидским вассалом во время царствование отца Шапура Ардашира I (прав. 224–242), который также отстроил древний город Заранг, ставший административным центром провинции. Сын Шапура Нарсе был первым назначен губернатором провинции, и он правил до 271 года, когда новым правителем был назначен сасанидский князь Хормизд.
Позднее, в 281 году Хормизд восстал против своего двоюродного брата Бахрама II (прав. 274-293). Во время восстания народ Сакастана был одним из их сторонников. Тем не менее Бахраму II удалось подавить восстание 283 г. и он назначил своего сына Бахрама III губернатором провинции. Во время раннего правления Шапура II (прав. 309–379) он назначил своего брата Шапура Саканшаха губернатором Сакастана. Во время своего раннего правления Пероз I (прав. 459–484) отменил династическое правление в провинции, назначив Каренида своим губернатором. Причина назначения заключалась в том, чтобы избежать дальнейшего семейного конфликта в провинции и получить более прямой контроль над провинцией.

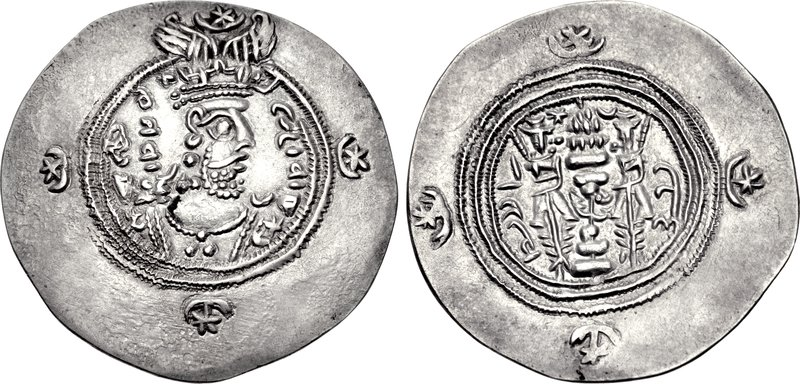
Серебряная монета Йездегерда III, отчеканенная в Сакастане, датирована 651 годом

Во время мусульманского завоевания Персии последний сасанидский царь Йездегерд III бежал в Сакастан в середине 640-х годов, где ему помогал его наместник Апарвиз (который был более или менее независимым). Однако Йездегерд III быстро прекратил эту поддержку, когда потребовал деньги от налогов, которые он не платил. В 650/1 году Абдаллах ибн Амир, недавно завоевавший Кирман, отправил Раби ибн Зияда Харити в экспедицию в Сакастан. Через некоторое время он добрался до Залика, пограничного города между Кирманом и Сакастаном, где заставил дехкан города признать власть праведного халифа. Затем он сделал то же самое с крепостью Каркуджа, в которой был знаменитый храм огня, о котором упоминается в Тарихи Систан.
Затем он продолжал занимать больше земель в провинции. Затем он окружил Заранг, и после тяжёлого боя за городом Апарвиз и его люди сдались. Когда Апарвиз пошёл к Раби, чтобы обсудить условия соглашения, он увидел, как тот использует тела двух мёртвых солдат в качестве стула. Это напугало Апарвиза, который, чтобы спасти жителей Сакастана от арабов, заключил с арабами мир в обмен на большую дань, в которую входила дань в виде 1000 мальчиков-рабов с 1000 золотых сосудов. Таким образом, Сакастан перешёл под контроль Праведного халифата.

## Население и религия
В период Ахеменидов Сакастан (тогда известный как Дрангиана) был заселён персидской восточно-иранской группой, известной как дрангиане. Со II века до нашей эры до I века в Сакастане наблюдался огромный приток сакских племен, а также некоторых парфян, которые, по словам Брунера, «заменили старшее население в регионе».
Жители Сакастана были в основном зороастрийцами, меньшая часть христианами-несторианами.

## Дом Суренов
Дом Суренов, парфянская дворянская семья, служившая Парфянской империи, а затем империи Сасанидов, входила в состав семи парфянских кланов империи Сасанидов — каждая семья владела землёй в разных частях империи, а Сурены владели землей в некоторых частях Сакастана.

## Список известных губернаторов
- Нарсе (240–271)
- Бахрам II (271-274)
- Хормизд из Сакастана (274-283)
- Бахрам III (283-293)
- Шапур Саканшах (начало IV века)
- Хормизд III (???-457)
- Неизвестный аристократ из дома Карен (459/60-???)
- Сухра (???-484)
- Бахтияр Сакастанский (при Хосрове II)
- Ростам из Сакастана (начало VII века)
- Апарвиз из Сакастана (???-650/1)